# Carl Lüderitz

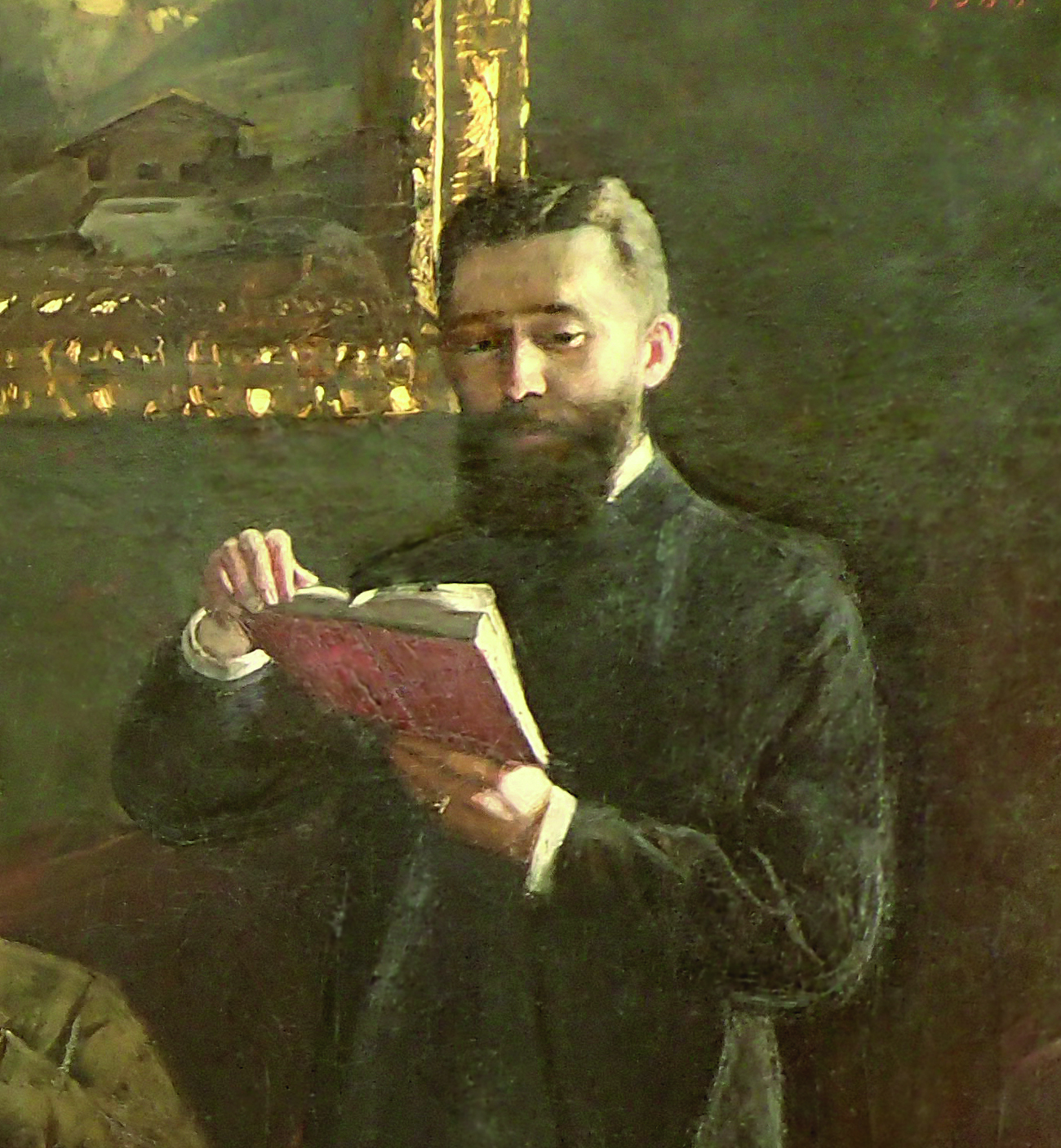
Carl Lüderitz (Ausschnitt aus einem Familienbild)

Carl Ferdinand Lüderitz (* 14. Februar 1854 in Berlin; † 16. November 1930 in Waldsieversdorf im Landkreis Märkisch-Oderland) war Allgemeinmediziner und Erstbeschreiber der Darmperistaltik und ihrer Ursachen.

## Leben
Carl Ferdinand Lüderitz wurde als zweites Kind des Berliner Kaufmanns Carl Adolph Lüderitz und dessen Ehefrau Kathinka Lucie Louise geb. Neider in Berlin geboren; er wurde am 17. März 1854 in der Jerusalem-Kirche getauft. Seine Kindheit und Jugend verbrachte er in der Friedrichstadt (heute: Berlin-Mitte), der im ausgehenden 18. Jahrhundert begonnenen Stadterweiterung Berlins zwecks Ansiedlung u. a. der hugenottischen Flüchtlinge. Die Familie Lüderitz (Carl Adolph, Lucie und die vier Kinder Albert, Carl, Elisabeth und Hermann) wurde 1864 Mitglied der französisch-reformierten Kolonie Berlins. Carl besuchte das Friedrich-Wilhelms-Gymnasium in der Friedrichstadt, wo er im Februar 1872 das Abitur ablegte. Im gleichen Jahr schrieb er sich an der Friedrich-Wilhelms-Universität zu Berlin im Fach Medizin ein, wechselte aber im Wintersemester 1874 an die Universität Jena, wo sein Vetter Hermann Nothnagel Direktor der Medizinischen Klinik geworden war. Zwischen Promotion (25. April 1874) und Habilitation (29. Juni 1880) in Jena wurde er 1878 Assistenzarzt bei Nothnagel, bis dieser 1882 Jena verließ, um einen Ruf an die Universität Wien anzunehmen.
Carl Lüderitz ging 1882 zurück nach Berlin und eröffnete eine allgemeinärztliche Praxis, zunächst an wechselnden Adressen, ab 1887 dauerhaft am Mariannenplatz 8 in der Luisenstadt (heute: Kreuzberg). Gleichzeitig bewarb er sich als Armenarzt für den jeweiligen Wohnbezirk und blieb dies bis zu seinem Wegzug aus Berlin 1906, d. h. mehr als 20 Jahre.
Im Jahr 1907 zog sich Carl Lüderitz nach Waldsieversdorf im Märkischen Oder-Kreis zurück, wo er ein Haus besaß. Er half gelegentlich dem örtlichen Sanatoriumsarzt der Kindermannschen Villensiedlung. Dort verfasste er auch seine Gedanken über die Energetik der Organismen in Auseinandersetzung mit der sogenannten Monismus-Lehre des Deutschen Monistenbundes. Carl Lüderitz verstarb am 16. November 1930 in seinem Haus in Waldsieversdorf an Nierenversagen.

## Forschung
In den ersten zehn Jahren seiner ärztlichen Tätigkeit (bis etwa 1892) hat er wissenschaftlich gearbeitet und publiziert, unter anderem mit mikrobiologischen Arbeiten aus dem Hygiene-Institut von Robert Koch und Experimenten am Herzen aus dem Physiologischen Institut des Johannes Gad. Seine Arbeit über die Entstehung von Blutdruckänderungen war die Grundlage des später als Frank-Starling Mechanismus bezeichneten Zusammenhang zwischen Herzfüllung und Auswurfleistung. Seine wissenschaftlichen Aktivitäten waren ein Grund dafür, dass ihm im Jahr 1899 durch das Preußische Ministerium der geistlichen, Unterrichts- und Medizinalangelegenheiten der Titel „Sanitätsrath“ verliehen wurde.
Carl Lüderitz forschte primär über die Entstehung der Peristaltik im Magen-Darm-Kanal. Seine wichtigen Beobachtungen zum Verhalten der Darmwand nach Füllung und experimenteller Dehnung sind die erste wissenschaftlich fundierte Beschreibung des nach distal gerichteten Transportes von Darminhalt. Er realisierte als Erster, dass nur ausreichende Füllung des Darms eine Kontraktion auslöst, die den Inhalt weiter transportiert. Nur wenn die Füllung der weiter distal gelegenen Segmente ausreichend stark ist, wird wieder eine Kontraktion ausgelöst. Diese Sequenz läuft, solange die Füllung und die Erregbarkeit der distalen Regionen ausreichend hoch sind. Die räumlich und zeitlich koordiniert auftretenden Kontraktionen wandern von proximal nach distal und bilden die Grundlage der Peristaltik. Zehn Jahre später wurde der zugrunde liegende Ablauf der proximalen Darmkontraktion mit gleichzeitiger Hemmung des distalen Segmentes von Bayliss und Starling als „peristaltischer Reflex“ oder auch „Gesetz des Darms“ bezeichnet. Der Reflex wurde in den Lehrbüchern der Zeit auch Lüderitz-Bayliss-Starling-Reflex genannt.
Es existiert kein Foto von Carl Lüderitz, dafür aber ein Familienporträt seiner Schwester Elisabeth Poppe-Lüderitz von 1888 (siehe Abbildung).
Die Geschichte der Familie Lüderitz zwischen 1700 und 2020, die nicht verwandt ist mit der Familie des Bremer Kaufmanns Adolf von Lüderitz, wurde 2021 publiziert. Publikationen und Dokumente sind zugänglich im Lüderitz-Archiv der Deutschen Gesellschaft für Neurogastroenterologie und Motilität (DGNM).